# Jacob Jusu Saffa
Jacob Jusu Saffa é um político de Serra Leoa, foi Ministro-chefe do país de 30 de abril de 2021 a 10 de julho de 2023. Ocupa concomitantemente o cargo de Ministro das Finanças desde 2018 após a eleição de Julius Maada Bio.

## Biografia
Foi membro de uma Equipe de Transição criada pelo Presidente Bio para conduzir um exercício de avaliação da situação dos Ministérios, Departamentos e Agências do Governo. Ele foi o líder da equipe do Pilar de Desenvolvimento Econômico e Financeiro da Equipe de Transição.
Saffa iniciou sua carreira como Diretor de Planejamento do Desenvolvimento no Ministério do Desenvolvimento e Planejamento Econômico. Ele também tem experiência em treinamento e facilitação, mobilização comunitária e trabalho em ambientes de conflito e pós-conflito. Está familiarizado com os procedimentos e operações dos doadores, incluindo o sistema das Nações Unidas, o Banco Mundial e o BAD. Entre 2002 e 2005 (era da reconstrução e reintegração do pós-guerra), atuou como Especialista em HD no Escritório do Banco Mundial em Serra Leoa.
Ele é bacharel em Ciências (com distinção) em Economia pelo Fourah Bay College e mestre em Artes em Desenvolvimento Econômico e Planejamento pelo Instituto das Nações Unidas para o Desenvolvimento Econômico e Planejamento em Dacar, Senegal. Entre 1994 e 2002, foi professor em tempo parcial no Departamento de Economia do Fourah Bay College, na Serra Leoa. Em 2005, Jacob Jusu Saffa tornou-se Secretário-Geral Nacional do Partido do Povo de Serra Leoa (SLPP), cargo que ocupou até 2011. Durante as eleições gerais de 2018, Saffa foi o Presidente da Equipe de Gestão Eleitoral do SLPP.
Em abril de 2021, o presidente Bio efetuou uma remodelação do gabinete removendo David J. Francis e substituindo-o por Saffa.